# أ. أ. ماكلويد
أ. أ. ماكلويد هو محرر وسياسي كندي، ولد في 2 أبريل 1902 في Black Rock, Victoria County ‏ في كندا، وتوفي في 13 مارس 1970 في تورونتو في كندا. نشط حزبياً في Labor-Progressive Party ‏ والحزب الشيوعي الكندي. وقد انتخب عضو برلمان مقاطعة أونتاريو عن دائرة Bellwoods ‏ (1943 – 1951).

## وصلات خارجية
- أ. أ. ماكلويد على موقع IMDb (الإنجليزية)
- أ. أ. ماكلويد على موقع قاعدة بيانات الفيلم (الإنجليزية)